# Equip de la Temporada de la Lliga de Campions de la UEFA
L'Equip de la Temporada de la Lliga de Campions de la UEFA es un guardó atorgat anualment des de 2014 per la UEFA.

## Seleccionats per temporada

### Temporada 2013-2014[1]
| Pos. | Jugador            | Equip               |
| ---- | ------------------ | ------------------- |
| POR  | Thibaut Courtois   | Atlètic de Madrid   |
| POR  | Manuel Neuer       | Bayern de Múnic     |
| DEF  | Diego Godín        | Atlètic de Madrid   |
| DEF  | Philipp Lahm       | Bayern de Múnic     |
| DEF  | Dani Carvajal      | Reial Madrid        |
| DEF  | Pepe               | Reial Madrid        |
| DEF  | Sergio Ramos       | Reial Madrid        |
| MIG  | Gabi               | Atlètic de Madrid   |
| MIG  | Andrés Iniesta     | Barcelona           |
| MIG  | Toni Kroos         | Bayern de Múnic     |
| MIG  | Ángel Di María     | Reial Madrid        |
| MIG  | Luka Modrić        | Reial Madrid        |
| MIG  | Xabi Alonso        | Reial Madrid        |
| DAV  | Marco Reus         | Borussia Dortmund   |
| DAV  | Diego Costa        | Atlètic de Madrid   |
| DAV  | Arjen Robben       | Bayern de Múnic     |
| DAV  | Zlatan Ibrahimović | Paris Saint-Germain |
| DAV  | Cristiano Ronaldo  | Reial Madrid        |

### Temporada 2014-2015[2]
| Pos. | Jugador               | Equip        |
| ---- | --------------------- | ------------ |
| POR  | Gianluigi Buffon      | Juventus     |
| POR  | Marc-André ter Stegen | Barcelona    |
| DEF  | Gerard Piqué          | Barcelona    |
| DEF  | Javier Mascherano     | Barcelona    |
| DEF  | Jordi Alba            | Barcelona    |
| DEF  | Branislav Ivanović    | Chelsea      |
| DEF  | Giorgio Chiellini     | Juventus     |
| MIG  | Sergio Busquets       | Barcelona    |
| MIG  | Andrés Iniesta        | Barcelona    |
| MIG  | Toni Kroos            | Reial Madrid |
| MIG  | Ivan Rakitić          | Barcelona    |
| MIG  | Andrea Pirlo          | Juventus     |
| MIG  | Claudio Marchisio     | Juventus     |
| DAV  | Lionel Messi          | Barcelona    |
| DAV  | Neymar                | Barcelona    |
| DAV  | Luis Suárez           | Barcelona    |
| DAV  | Álvaro Morata         | Juventus     |
| DAV  | Cristiano Ronaldo     | Reial Madrid |

### Temporada 2015-2016[3]
| Pos. | Jugador            | Equip               |
| ---- | ------------------ | ------------------- |
| POR  | Jan Oblak          | Atlètic de Madrid   |
| POR  | Manuel Neuer       | Bayern de Múnic     |
| DEF  | Diego Godín        | Atlètic de Madrid   |
| DEF  | Juanfran           | Atlètic de Madrid   |
| DEF  | Thiago Silva       | Paris Saint-Germain |
| DEF  | Sergio Ramos       | Reial Madrid        |
| DEF  | Marcelo            | Reial Madrid        |
| MIG  | Gabi               | Atlètic de Madrid   |
| MIG  | Koke               | Atlètic de Madrid   |
| MIG  | Andrés Iniesta     | Barcelona           |
| MIG  | Toni Kroos         | Reial Madrid        |
| MIG  | Luka Modrić        | Reial Madrid        |
| DAV  | Antoine Griezmann  | Atlètic de Madrid   |
| DAV  | Luis Suárez        | Barcelona           |
| DAV  | Lionel Messi       | Barcelona           |
| DAV  | Robert Lewandowski | Bayern de Múnic     |
| DAV  | Cristiano Ronaldo  | Reial Madrid        |
| DAV  | Gareth Bale        | Reial Madrid        |

### Temporada 2016-2017[4]
| Pos. | Jugador            | Equip             |
| ---- | ------------------ | ----------------- |
| POR  | Gianluigi Buffon   | Juventus          |
| POR  | Jan Oblak          | Atlètic de Madrid |
| DEF  | Diego Godín        | Atlètic de Madrid |
| DEF  | Leonardo Bonucci   | Juventus          |
| DEF  | Dani Carvajal      | Reial Madrid      |
| DEF  | Sergio Ramos       | Reial Madrid      |
| DEF  | Marcelo            | Reial Madrid      |
| MIG  | Casemiro           | Reial Madrid      |
| MIG  | Toni Kroos         | Reial Madrid      |
| MIG  | Luka Modrić        | Reial Madrid      |
| MIG  | Isco               | Reial Madrid      |
| MIG  | Miralem Pjanić     | Juventus          |
| MIG  | Tiémoué Bakayoko   | Monaco            |
| DAV  | Antoine Griezmann  | Atlètic de Madrid |
| DAV  | Lionel Messi       | Barcelona         |
| DAV  | Cristiano Ronaldo  | Reial Madrid      |
| DAV  | Robert Lewandowski | Bayern de Múnic   |
| DAV  | Kylian Mbappé      | Monaco            |

### Temporada 2017-2018[5]
| Pos. | Jugador           | Equip           |
| ---- | ----------------- | --------------- |
| POR  | Keylor Navas      | Reial Madrid    |
| POR  | Alisson           | Roma            |
| DEF  | Joshua Kimmich    | Bayern de Múnic |
| DEF  | Sergio Ramos      | Reial Madrid    |
| DEF  | Marcelo           | Reial Madrid    |
| DEF  | Giorgio Chiellini | Juventus        |
| DEF  | Virgil van Dijk   | Liverpool       |
| DEF  | Raphaël Varane    | Reial Madrid    |
| MIG  | Kevin De Bruyne   | Manchester City |
| MIG  | Casemiro          | Reial Madrid    |
| MIG  | Luka Modrić       | Reial Madrid    |
| MIG  | Toni Kroos        | Reial Madrid    |
| MIG  | James Rodríguez   | Bayern de Múnic |
| DAV  | Edin Džeko        | Roma            |
| DAV  | Roberto Firmino   | Liverpool       |
| DAV  | Lionel Messi      | Barcelona       |
| DAV  | Cristiano Ronaldo | Reial Madrid    |
| DAV  | Mohamed Salah     | Liverpool       |

### Temporada 2018-2019[6]
|     | Jugador                | Equip             |
| --- | ---------------------- | ----------------- |
| POR | Alisson                | Liverpool         |
| POR | Marc-André ter Stegen  | Barcelona         |
| DEF | Trent Alexander-Arnold | Liverpool         |
| DEF | Virgil van Dijk        | Liverpool         |
| DEF | Andrew Robertson       | Liverpool         |
| DEF | Matthijs de Ligt       | Ajax              |
| DEF | Jan Vertonghen         | Tottenham Hotspur |
| MIG | Kevin De Bruyne        | Manchester City   |
| MIG | Moussa Sissoko         | Tottenham Hotspur |
| MIG | Hakim Ziyech           | Ajax              |
| MIG | Frenkie de Jong        | Ajax              |
| MIG | Tanguy Ndombele        | Lyon              |
| MIG | Georginio Wijnaldum    | Liverpool         |
| MIG | David Neres            | Ajax              |
| MIG | Raheem Sterling        | Manchester City   |
| DAV | Lucas Moura            | Tottenham Hotspur |
| DAV | Dušan Tadić            | Ajax              |
| DAV | Lionel Messi           | Barcelona         |
| DAV | Cristiano Ronaldo      | Juventus          |
| DAV | Sadio Mané             | Liverpool         |

### Temporada 2019-2020[7]
| Pos. | Jugador            | Equip                      |
| ---- | ------------------ | -------------------------- |
| POR  | Manuel Neuer       | Bayern de Múnic            |
| POR  | Jan Oblak          | Atlètic de Madrid          |
| POR  | Anthony Lopes      | Lyon                       |
| DEF  | Alphonso Davies    | Bayern de Múnic            |
| DEF  | Joshua Kimmich     | Bayern de Múnic            |
| DEF  | Virgil van Dijk    | Liverpool                  |
| DEF  | Dayot Upamecano    | RB Leipzig                 |
| DEF  | Angeliño           | Manchester City RB Leipzig |
| DEF  | David Alaba        | Bayern de Múnic            |
| MIG  | Thiago             | Bayern de Múnic            |
| MIG  | Kevin De Bruyne    | Manchester City            |
| MIG  | Houssem Aouar      | Lyon                       |
| MIG  | Leon Goretzka      | Bayern de Múnic            |
| MIG  | Marcel Sabitzer    | RB Leipzig                 |
| MIG  | Marquinhos         | Paris Saint-Germain        |
| MIG  | Alejandro Gómez    | Atalanta                   |
| MIG  | Thomas Müller      | Bayern de Múnic            |
| DAV  | Serge Gnabry       | Bayern de Múnic            |
| DAV  | Robert Lewandowski | Bayern de Múnic            |
| DAV  | Kylian Mbappé      | Paris Saint-Germain        |
| DAV  | Neymar             | Paris Saint-Germain        |
| DAV  | Lionel Messi       | Barcelona                  |
| DAV  | Raheem Sterling    | Manchester City            |

### Temporada 2020-2021[7]
| Pos. | Jugador            | Equip               |
| ---- | ------------------ | ------------------- |
| POR  | Thibaut Courtois   | Reial Madrid        |
| POR  | Ederson            | Manchester City     |
| POR  | Édouard Mendy      | Chelsea             |
| DEF  | César Azpilicueta  | Chelsea             |
| DEF  | Rúben Dias         | Manchester City     |
| DEF  | Marquinhos         | Paris Saint-Germain |
| DEF  | Antonio Rüdiger    | Chelsea             |
| DEF  | Ben Chilwell       | Chelsea             |
| DEF  | David Alaba        | Bayern de Múnic     |
| MIG  | Jorginho           | Chelsea             |
| MIG  | Mason Mount        | Chelsea             |
| MIG  | N'Golo Kanté       | Chelsea             |
| MIG  | Kevin De Bruyne    | Manchester City     |
| MIG  | İlkay Gündoğan     | Manchester City     |
| MIG  | Luka Modrić        | Reial Madrid        |
| MIG  | Sérgio Oliveira    | Porto               |
| MIG  | Phil Foden         | Manchester City     |
| DAV  | Erling Haaland     | Borussia Dortmund   |
| DAV  | Kylian Mbappé      | Paris Saint-Germain |
| DAV  | Robert Lewandowski | Bayern de Múnic     |
| DAV  | Karim Benzema      | Reial Madrid        |
| DAV  | Neymar             | Paris Saint-Germain |
| DAV  | Lionel Messi       | Barcelona           |

### Temporada 2021-2022[8]
| Pos. | Jugador                | Equip               |
| ---- | ---------------------- | ------------------- |
| POR  | Thibaut Courtois       | Reial Madrid        |
| DEF  | Trent Alexander-Arnold | Liverpool           |
| DEF  | Antonio Rüdiger        | Chelsea             |
| DEF  | Virgil van Dijk        | Liverpool           |
| DEF  | Andrew Robertson       | Liverpool           |
| MIG  | Kevin De Bruyne        | Manchester City     |
| MIG  | Fabinho                | Liverpool           |
| MIG  | Luka Modrić            | Reial Madrid        |
| DAV  | Kylian Mbappé          | Paris Saint-Germain |
| DAV  | Karim Benzema          | Reial Madrid        |
| DAV  | Vinícius Júnior        | Reial Madrid        |

## Palmarès

### Per jugador
| Jugador | Total |
| --- | ----- |
| Lionel Messi | 7     |
| Luka Modrić, Cristiano Ronaldo | 6     |
| Kevin De Bruyne, Toni Kroos | 5     |
| Robert Lewandowski, Kylian Mbappé, Sergio Ramos, Virgil van Dijk | 4     |
| Thibaut Courtois, Diego Godín, Andrés Iniesta, Marcelo, Manuel Neuer, Neymar, Jan Oblak | 3     |
| David Alaba, Trent Alexander-Arnold, Alisson, Karim Benzema, Gianluigi Buffon, Daniel Carvajal, Casemiro, Giorgio Chiellini, Gabi, Antoine Griezmann, Joshua Kimmich, Marquinhos, Andrew Robertson, Antonio Rüdiger, Raheem Sterling Suárez, Marc-André ter Stegen | 2     |

### Per club
| Club                | Total |
| ------------------- | ----- |
| Reial Madrid        | 38    |
| Barcelona           | 20    |
| Bayern de Múnic     | 20    |
| Atlètic de Madrid   | 14    |
| Liverpool           | 14    |
| Manchester City     | 11    |
| Juventus            | 10    |
| Chelsea             | 9     |
| Paris Saint-Germain | 9     |
| Ajax                | 5     |
| Lyon                | 3     |
| RB Leipzig          | 3     |
| Tottenham Hotspur   | 3     |
| Borussia Dortmund   | 3     |
| Monaco              | 2     |
| Roma                | 2     |
| Atalanta            | 2     |
| Porto               | 1     |

### Per nacionalitat del club
| País          | Total |
| ------------- | ----- |
| Espanya       | 72    |
| Anglaterra    | 37    |
| Alemanya      | 25    |
| França        | 14    |
| Itàlia        | 13    |
| Països Baixos | 5     |
| Portugal      | 1     |

### Per nacionalitat del jugador
| País                 | Total |
| -------------------- | ----- |
| Espanya              | 23    |
| Alemanya             | 20    |
| Brasil               | 19    |
| França               | 15    |
| Argentina            | 10    |
| Portugal             | 10    |
| Bèlgica              | 9     |
| Itàlia               | 8     |
| Països Baixos        | 8     |
| Croàcia              | 7     |
| Anglaterra           | 7     |
| Uruguai              | 5     |
| Polònia              | 4     |
| Àustria              | 3     |
| Eslovènia            | 3     |
| Bòsnia i Hercegovina | 2     |
| Senegal              | 2     |
| Sèrbia               | 2     |
| Escòcia              | 2     |
| Canadà               | 1     |
| Colòmbia             | 1     |
| Costa Rica           | 1     |
| Egipte               | 1     |
| Gal·les              | 1     |
| Marroc               | 1     |
| Noruega              | 1     |
| Suècia               | 1     |